# 渋谷区立笹塚小学校
渋谷区立笹塚小学校（しぶやくりつ ささづか しょうがっこう、Sasazuka Elementary School）は、東京都渋谷区笹塚にある公立小学校である。笹塚二丁目の住宅地に所在し、学校の校舎・敷地は甲州街道（国道20号）の北側近くにある。通称は「笹小（ささしょう）」

## 概要
学校は京王線、京王新線の笹塚駅東北東方向に程近く、笹塚駅北側を通る甲州街道を新宿方面に歩くとビルの間から学校の正門が見える。敷地と校舎の四方は公道に面し、南側と東側は住宅地で高層マンションも建つ、北側は住宅地で学校の通用門前は公園で、西側は住宅地である。笹塚地区で最も賑やかな十号通り商店街が西側近くにあるにもかかわらず平静で便利な場所である。

## 沿革
経緯
笹塚小学校は、1920年（大正9年）に東京府豊多摩郡代々幡町幡代尋常高等小学校笹塚分教場として開場された。
1941年（昭和16年）に東京市笹塚国民学校と校名変更、1943年（昭和18年）に東京都笹塚国民学校と校名変更した。第二次世界大戦後の学制改革によって、東京都渋谷区笹塚小学校に校名変更した。2000年（平成12年）に地方自治法改正により東京都の冠を取り、渋谷区立笹塚小学校と校名変更した。

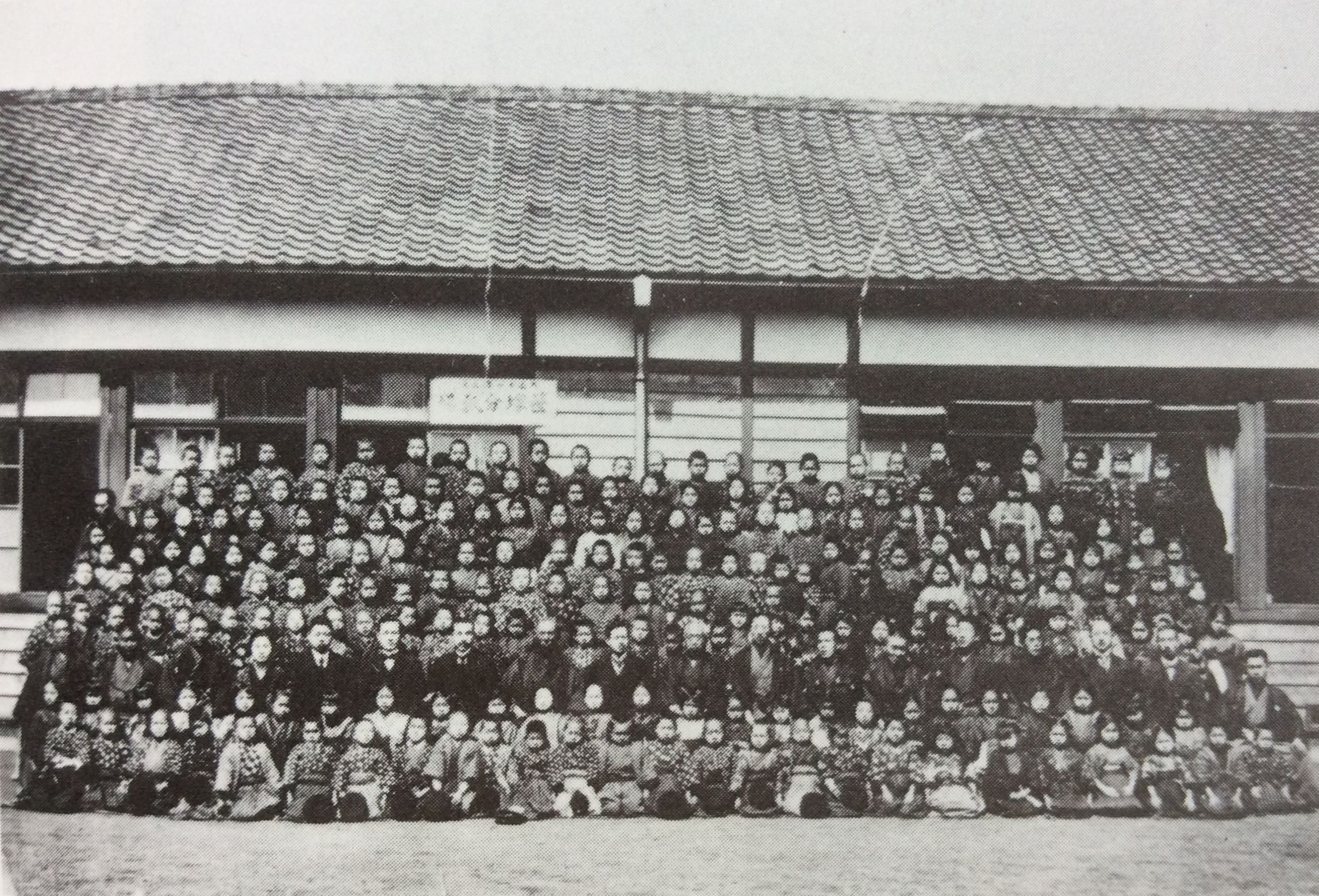
1922年（大正11年）3月、分教場児童全員の記念写真

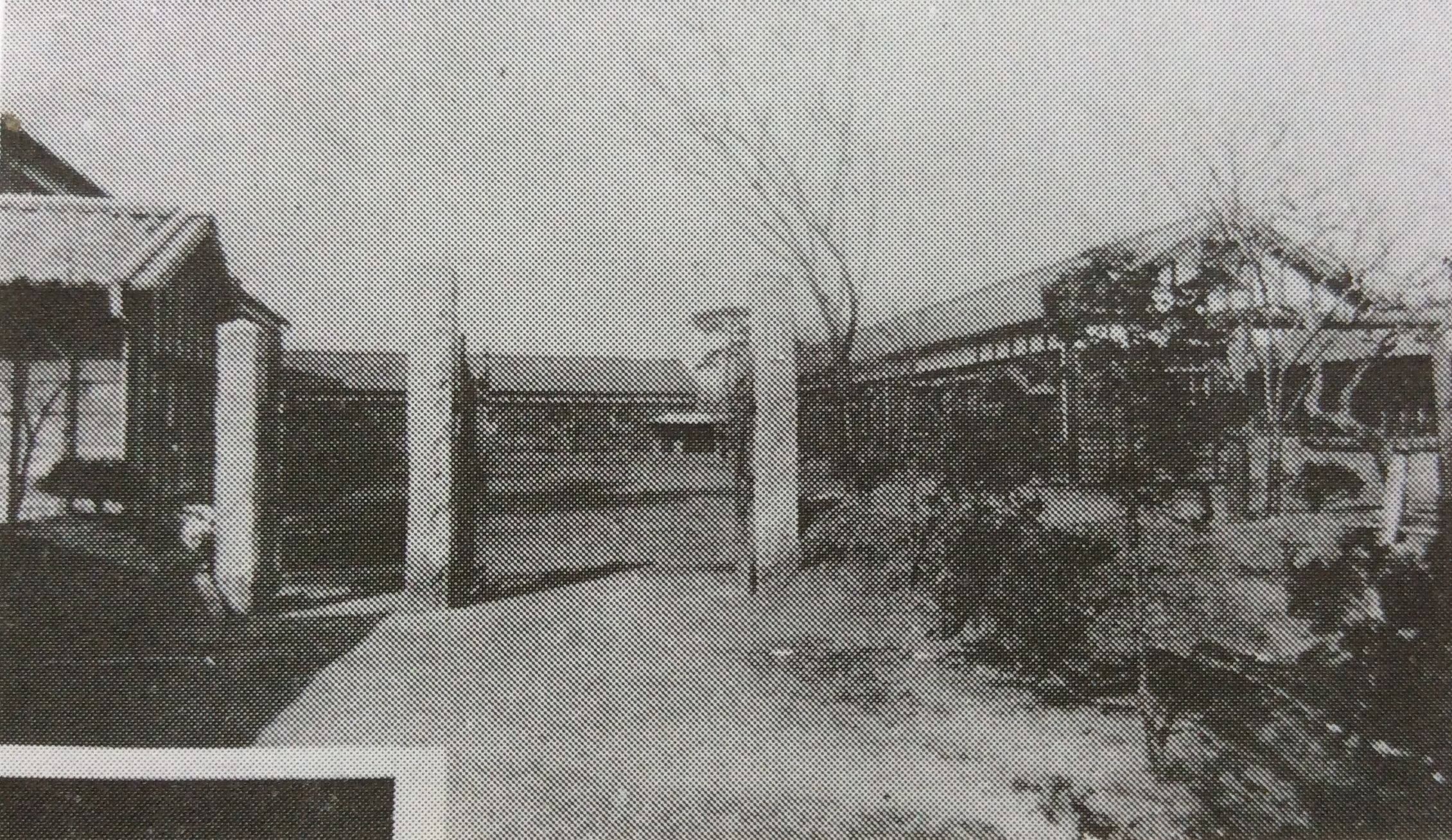
1924年（大正13年）の校門と校舎

- 1920年（大正9年）4月1日 - 東京府豊多摩郡代々幡町幡代尋常高等小学校笹塚分教場として開校。
- 1922年（大正11年）4月1日 - 東京府豊多摩郡代々幡町笹塚尋常小学校として独立、開校する。初代校長として軽部平八郎就任。
- 1941年（昭和16年）4月 - 国民学校令施行により東京府東京市笹塚国民学校となる。
- 1943年（昭和18年）7月 -都制実施により東京都笹塚国民学校となる。
- 1945年（昭和20年）
  - 5月 - 第二次世界大戦の戦火により校 舎焼失。
  - 11月 - 富士見丘女子商業学校（現在・富士見丘中学校・高等学校）の校舎を借りて授業再開。
- 1947年（昭和22年）4月 - 文部省令により東京都渋谷区笹塚小学校と名称変更。
- 1993年（平成5年）4月 - 東京都ボランティア事業者普及推進協力校の指定。
- 1994年（平成6年）3月 - 渋谷区研究奨励校の指定。
- 1998年（平成10年）3月 - 渋谷区研究奨励校（特別活動）の指定。
- 2000年（平成12年）
  - 3月 - 渋谷区研究奨励校の指定を受ける。
  - 4月 - 地方自治法改正により東京都の冠称を取り、渋谷区立笹塚小学校となる。
- 2002年（平成14年）3月 - 渋谷区研究奨励校の指定。
- 2006年（平成18年）3月 - 渋谷区研究奨励校（道徳）の指定。
- 2007年（平成19年）3月 - 渋谷区研究奨励校（道徳、国語、生活、図画工作、体育）の指定。
- 2008年（平成20年）3月 - 渋谷区研究奨励校（道徳、国語、音楽、総合的学習時間）の指定。
- 2013年（平成25年）4月 - 平成25、26年度渋谷区教育委員会研究校（算数科）の指定。
- 2014年（平成26年）
  - 2月 - 東京都学校歯科保健優良校の表彰を受ける。
  - 4月 - オリンピック教育推進校の指定を受ける。
- 2023年（令和5年）1月 - 全教科教育課程（デジタル教科書）研究モデル校となる[4]。

### 建て替え計画
渋谷区は2022年（令和4年）、教育目標や長寿命化計画を踏まえ、「未来の学校のコンセプト」と「新しい学校施設整備に当たっての考え方」の概要をまとめ、「渋谷区新しい学校づくり整備方針（2023年3月）、渋谷区立小学校と中学校の建て替えロードマップ」を発表した。
- 工事期間（解体1年、建築2年） - 2035年度（令和17年）〜 2037年度（令和19年）、笹塚小学校は、笹塚中学校新校舎で小中一貫校となる予定。

## 教育方針
教育目標
日本国憲法及び教育基本法の精神に基づき、また東京都教育委員会及び渋谷区教育大綱及び渋谷区教育委員会の教育目標、並びに保護者や地域住民の期待及び教職員の願い等を踏まえ、児童一人一人が自分の個性を伸ばし、変化の激しい時代を生き抜く先進的で柔軟な考えを育むために、次の教育目標を定める。
- 「互いの違いを認め　高め合う子」
- 「主体的に学び　創造する子」
- 「心身をきたえ　たくましい子」

小学校の児童数と教員数
| 年度     | 児童総数 | 1年生 | 2年生  | 3年生 | 4年生 | 5年生 | 6年生 | 教員数 | 職員数 |
| -------- | -------- | ----- | ------ | ----- | ----- | ----- | ----- | ------ | ------ |
| 平成23年 | 341人    | 62人  | 61人   | 51人  | 61人  | 54人  | 52人  | 20人   | 8人    |
| 平成24年 | 332人    | 48人  | 62人   | 61人  | 49人  | 59人  | 53人  | 20人   | 8人    |
| 平成25年 | 334人    | 54人  | 49人   | 60人  | 61人  | 50人  | 60人  | 19人   | 8人    |
| 平成26年 | 335人    | 67人  | 53人   | 46人  | 59人  | 61人  | 49人  | 20人   | 8人    |
| 平成27年 | 357人    | 70人  | 68人   | 54人  | 45人  | 59人  | 61人  | 18人   | 8人    |
| 平成28年 | 382人    | 89人  | 69人   | 66人  | 54人  | 45人  | 59人  | 19人   | 9人    |
| 平成29年 | 390人    | 64人  | 89人   | 70人  | 66人  | 55人  | 46人  | 20人   | 9人    |
| 平成30年 | 414人    | 76人  | 64人   | 84人  | 71人  | 65人  | 54人  | 21人   | 9人    |
| 令和元年 | 451人    | 91人  | 79人   | 63人  | 83人  | 72人  | 63人  | 23人   | 10人   |
| 令和2年  | 483人    | 103人 | 92人   | 74人  | 62人  | 80人  | 72人  | 21人   | 9人    |
| 令和3年  | 500人    | 88人  | 103人  | 91人  | 73人  | 64人  | 81人  | 23人   | 10人   |
| 令和4年  | 534人    | 114人 | 89人   | 105人 | 90人  | 71人  | 65人  | 24人   | 10人   |
| 令和5年  | 551人    | 97人  | 110-人 | 88人  | 101人 | 88人  | 67人  | 26人   | 10人   |

## 学校行事
放課後クラブ
放課後クラブは、保護者の就労状況にかかわらず、全ての児童を対象とし、学校や地域との連携により、児童一人一人を健やかに育てていくための事業。校庭、体育館、図書館、特別教室など、学校施設を活用して活動する。
校外学習
渋谷区立小中学校の児童・生徒たちが、校外学習を行う宿泊施設があり、学校が使用しない期間は社会教育団体に開放している。利用資格は区内在住、在勤者を主とする社会教育団体。
- 山中高原学園 - 〒401-0501 山梨県南都留郡山中湖村山中263（℡0555-62-0595）
- 冨山高原学園 - 〒299-2216 千葉県南房総市久枝784（℡0470-57-2130）

## 通学区域
子供が通学する学校は、住所により指定されている、また、2004年（平成16年）から学校選択希望制を導入しており、入学を希望する学校を選べる。学校選択希望制は、現行の通学区域を維持したうえで、通学区域外の学校を希望することが出来る制度で、特色のある学校づくりや地域に開かれた学校づくりを推進し、区民から選ばれる学校づくり等を図る。
住所別通学区域
| 笹塚一丁目 | 笹塚二丁目 | 笹塚三丁目          | 幡ヶ谷一丁目 | 幡ヶ谷二丁目          | 幡ヶ谷三丁目 |
| ---------- | ---------- | ------------------- | ------------ | --------------------- | ------------ |
| 全域       | 全域       | 1 - 39番、56 - 64番 | 10 - 12番    | 20 - 34番、36番、37番 | 37番         |

通学区域では調整区域を設けている、通学の距離等を考慮し保護者の申請により指定校の変更が出来る区域。
調整区域
| 希望校     | 指定校     | 町丁名                  | 番             |
| ---------- | ---------- | ----------------------- | -------------- |
| 笹塚小学校 | 中幡小学校 | 笹塚三丁目 幡ヶ谷二丁目 | 40 - 55番 35番 |

小学校入学までの流れ
- 9月～10月 - 学校説明会。
- 11月4日 - 希望調査書の提出（通学区域、通学区域外の希望）。
- 11月中旬 - 就学時健康診断の実施。
- 11月下旬 - 公開抽選（希望者が範囲を超えた場合）。
- 12月下旬 - 就学通知書の送付。
- 4月 - 入学式（就学通知書持参）。

## 進学先中学校
中学校の学校別通学区域は、住所により指定されている。
学校別通学区域
| 笹塚中学校 | 代々木中学校                                                                   | 渋谷本町学園（中学校）                                 |
| --- | ------------------------------------------------------------------------------ | ------------------------------------------------------ |
| 笹塚一丁目 - 三丁目全域 幡ヶ谷一丁目10 - 12番、二丁目20 - 38番 43番、45番、49番、51 - 56番、三丁目全域 本町五丁目34 - 47番、六丁目33 - 43番 | 幡ヶ谷一丁目1 - 9番、13 - 34番 二丁目1 - 19番、39 - 42番 44番、46 - 48番、50番 | 本町一丁目 - 四丁目全域 五丁目1 - 33番、六丁目1 - 32番 |

## 学区/校区内の主な施設
官公施設
- 東京消防庁消防技術安全所（幡ヶ谷一丁13番）
- 渋谷区立幡ヶ谷社会教育館（幡ヶ谷二丁目49番）
- 幡ヶ谷保健相談所（幡ヶ谷三丁目39番）
- 渋谷区役所笹塚出張所（笹塚三丁目1番9号）
- 渋谷区立笹塚区民会館（笹塚三丁目1番9号）
- 渋谷区立笹塚図書館（笹塚一丁目47番1号）
- 渋谷区立笹塚こども図書館（笹塚三丁目3番1号）

教育施設
- 富士見丘中学校・高等学校（笹塚三丁目19番9号）
- 渋谷区立笹塚中学校（笹塚三丁目10番1号）
- 渋谷区立中幡小学校（幡ヶ谷三丁目49番1号）

医療
- クロス病院（幡ヶ谷二丁目18番）

商業施設
笹塚一丁目
- 笹塚ショッピングモール21（笹塚一丁目48番14号）
- 京王クラウン街笹塚商店街
- 笹塚観音通り商店街

笹塚二丁目
- 笹塚十号通り商店街

笹塚三丁目
- 笹塚十号坂商店街

## 交通
鉄道
- 京王線（新宿駅 - 京王八王子駅）、京王新線（新宿駅 - 笹塚駅）、都営新宿線（笹塚駅 - 本八幡駅）、笹塚駅より徒歩約4分。

路線バス
- 都バス、渋66笹塚駅前（渋谷駅前 - 阿佐ヶ谷駅）より徒歩約4分。
- 京王バス、渋66笹塚駅（渋谷駅 - 阿佐ヶ谷駅）、渋69笹塚駅（笹塚駅 - 渋谷駅）より徒歩約4分、宿45・渋63笹塚中学（新宿駅西口 - 中野駅）より徒歩約2分。
- ハチ公バス、本町・笹塚循環春の小川ルート - 笹塚駅（笹塚 - 渋谷区役所）より徒歩約4分、富士見丘学園（笹塚 - 渋谷区役所）より徒歩約2分、笹塚中学（渋谷区役所 - 笹塚駅）より徒歩約2分。

## 関係者
出身者
- 黒沼ユリ子（ウァイオリニスト、音楽教育家）
- 井上和香（女優）
- 今村はるき(宗教家、哲学者)

## ギャラリー
- 甲州街道から入ると正面に正門が見える（2014年12月撮影）
- 南側の正門を入って校庭と校舎を見る（2014年12月撮影）
- 東側道路から校庭のフェンス越しに校舎を見る（2014年12月撮影）
- 東側道路から北東角の給食棟を見る（2014年12月撮影）
- 北側道路の北西角から校舎を見る（2014年12月撮影）
- 北側道路から生徒通用門を見る（2014年12月撮影）
- 北側道路から北側の校舎を見る（2014年12月撮影）
- 北側道路から北西角の校舎を見る（2014年12月撮影）
- 西側道路から西側校舎と奥の体育館を見る（2014年12月撮影）
- 西側道路から体育館と奥の校舎を見る（2014年12月撮影）